# Ribeirão Suruquá
Ribeirão Suruquá (portugisiska: Ribeirão Suruguá) är ett vattendrag i Brasilien.   Det ligger i delstaten Paraná, i den södra delen av landet, 1 000 km sydväst om huvudstaden Brasília.
Omgivningarna runt Ribeirão Suruquá är en mosaik av jordbruksmark och naturlig växtlighet. Runt Ribeirão Suruquá är det glesbefolkat, med 18 invånare per kvadratkilometer.